# 베네라 7호
베네라 7호(러시아어: Венера-7)는 소련의 베네라 계획의 일부로 1970년 8월 17일에 발사되어 1970년 12월 15일에 금성에 도달하여 05:34:10 UTC에 착륙한 금성 착륙선이다. 하지만 착륙 23분 만에 통신이 두절되었다. 이는 금성의 높은 기온 때문인 것으로 보인다.